# Andrew Claude de la Cherois Crommelin
Andrew Claude de la Cherois Crommelin, angleški astronom, * 6. februar 1865, Cherois, Šampanja-Ardeni, Francija, † 20. september 1939.

## Življenje in delo
Crommelin se je rodil v Franciji, šolal pa se je na Kolidžu Trinity v Cambridgeu. Delal je na Kraljevem observatoriju Greenwich. Odpotoval je na večje število odprav za opazovanje Sončevih mrkov. Bil je strokovnjak za komete. Pokazal je, da so Komet Forbes z oznako 1928 III, Komet Coggia-Winnecke z oznako 1873 VII in Komet Pons z oznako 1818 II v resnici isti komet, ki so ga imenovali »Komet Pons-Coggia-Winnecke-Forbes.« Posmrtno so Crommelina počastili s tem, da so ta komet preimenovali v 27P/Crommelin (Komet Crommelin).

## Priznanja

### Nagrade
Leta 1910 sta Crommelin in Philip Herbert Cowell skupaj prejela nagrado Julesa Janssena, najvišjo nagrado Francoskega astronomskega društva (Société astronomique de France).

### Poimenovanja
Njemu v čast so poimenovali asteroid 1899 Crommelin in udarna kraterja na Luni (Crommelin) in na Marsu (Crommelin).
1. 1 2  Dictionary of Irish Biography — RIA.